# Under the Influence
《Under the Influence》는 1988년 7월 5일, 메가포스 레코드와 애틀랜틱 레코드를 통해 발매된 미국의 스래시 메탈 밴드 오버킬의 세 번째 스튜디오 음반이다. 이 음반은 드러머 시드 팔크가 1987년 《Taking Over》 투어 도중 밴드를 떠났을 때 그를 대신했던 오버킬의 첫 번째 음반이다.

## 투어 및 제작
오버킬은 《Under the Influence》를 홍보하기 위해 6개월 동안 순회 공연을 가졌으며, 스래시 메탈 밴드인 뉴클리어 어설트, M.O.D., 디스트럭션, 그리고 테스터먼트와 함께 순회 공연을 했다. 1988년 10월부터 12월까지 밴드는 슬레이어, 모터헤드와 함께 미국을 순회했고, 이어서 1989년 1월에 열린 슬레이어, 뉴클리어 어설트와 함께 유럽 투어를 했다.

## 평가
| 전문가 평가 | 전문가 평가 |
| 평가 점수   | 평가 점수   |
| 출처        | 점수        |
| ----------- | ----------- |
| AllMusic    | [ 2 ]       |

올뮤직의 제이슨 앤더슨은 《Under the Influence》에 5개 중 3개의 별을 수여하며 "또 하나의 자신 있는, 비록 눈에 띄지 않을지라도 오버킬 녹음"이라고 칭했고, 〈Overkill III (Under the Influence)〉, 〈Shred〉, 〈Never Say Never〉, 〈Hello from the Gutter〉를 하이라이트로 나열했다. 이 음반은 미국 빌보드 200에서 142위에 올랐고 13주 동안 그 차트에 머물렀으며, 오버킬의 《빌보드》 최장 기간 판매자가 되었다. 이 음반은 1997년 기준으로 전 세계적으로 30만 장 이상이 팔리며 현재까지 세 번째로 높은 차트의 음반이기도 하다.

## 곡 목록
모든 곡들은 바비 구스타프슨, D.D. 버니 그리고 바비 엘스워스에 의해 작사/작곡하였다.
| #  | 제목                                   | 재생 시간 |
| -- | -------------------------------------- | --------- |
| 1. | 〈Shred〉                              | 4:05      |
| 2. | 〈Never Say Never〉                    | 4:58      |
| 3. | 〈Hello from the Gutter〉              | 4:14      |
| 4. | 〈Mad Gone World〉                     | 4:31      |
| 5. | 〈Brainfade〉                          | 4:08      |
| 6. | 〈Drunken Wisdom〉                     | 6:17      |
| 7. | 〈End of the Line〉                    | 7:03      |
| 8. | 〈Head First〉                         | 6:02      |
| 9. | 〈Overkill III (Under the Influence)〉 | 6:33      |